# Humiriastrum piraparanense
Humiriastrum piraparanense är en tvåhjärtbladig växtart som beskrevs av José Cuatrecasas. Humiriastrum piraparanense ingår i släktet Humiriastrum och familjen Humiriaceae. Inga underarter finns listade i Catalogue of Life.